# Агата Бузек
Агата Бронислава Бузек (пол. Agata Bronisława Buzek; нар.. 20 вересня 1976, Писковиці) — польська акторка театру, кіно і телебачення, колишня фотомодель, активістка. Лауреатка польської національної кінопремії «Орли» за найкращу жіночу роль у фільмі «Реверс» (2010). Донька колишнього прем'єр-міністра Польщі і голови Європейського парламенту Єжи Бузека.

## Біографія
Народилася в сім'ї колишнього прем'єра Польщі і голови Європарламенту Єжи Бузека.
Агата Бузек займалася в балетній школі в Гливицях, навчалася в драмгуртку Дороти Помикали у Катовицях. У 1999 році закінчила Театральну академію імені Александра Зельверовича у Варшаві. До цього часу Агата Бузек вже мала на своєму рахунку кілька акторських робіт. У 1997 році дебютувала на екрані у телевиставі «Перлина», а через рік вийшов перший фільм за її участю — романтична комедія Роберта Глінскі «Люби і роби, що хочеш». Виконання Агатою Бузек ролі принцеси Паветти в міні-серіалі 2001 року «Відьмак» було відзначене критикою. У 2002 році вона була номінована на національну кінопремію «Орли» за найкращу роль другого плану в історичній драмі «Помста». Хоча картина принесла акторці популярність і зробила її популярною, Бузек вирішила переїхати до Парижу і стати фотомоделлю.
До кіно Агата Бузек повернулася у 2006 році, виконавши титульну роль у німецькій драмі «Валерія». Справжнім творчим проривом Бузек стала головна роль у мелодраматичному трилері 2009 року «Реверс», за яку вона була удостоєна премії «Орли» як найкраща акторка, а також отримала приз глядацьких симпатій імені Збігнєва Цибульського. На 60-му Берлінському міжнародному кінофестивалі Агату Бузек відзначили премією «Shooting Stars» як одна з висхідних зірок європейського кіно.
Крім акторської кар'єри, Агата Бузек займається громадською діяльністю. У 2004 році вона була іноземною спостерігачкою на президентських виборах в Україні. Бузек підтримувала рух за демократизацію Білорусі, брала участь у кампанії зі збору коштів на будівництво колодязів у Судані, а також є членкинею зоозахисної організації «Viva».

## Фільмографія
| Рік  |   | Українська назва       | Оригінальна назва          | Роль                |
| ---- | - | ---------------------- | -------------------------- | ------------------- |
| 1998 | ф | Люби і роби, що хочеш  | Kochaj i rób co chcesz     | Лариса Квитковська  |
| 1999 | ф | Ворота Європи          | Wrota Europy               | Генрієтта           |
| 2001 | с | Відьмак                | Wiedzmin                   | Паветта             |
| 2002 | ф | Доповнення             | Suplement                  | модель              |
| 2002 | ф | Месть                  | Zemsta                     | Клара               |
| 2007 | ф | Валерія                | Valerie                    | Валерія Адамчик     |
| 2007 | ф | Рись                   | Rys                        | Rybik               |
| 2007 | с | Тайна секретного шифру | Tajemnica twierdzy szyfrów | Керстін Новолк      |
| 2007 | ф | Нічна варта            | Nightwatching              | Тіция Ейленбюрх     |
| 2008 | с | Зараз або ніколи!      | Teraz albo nigdy!          | Джулія Мілтон       |
| 2009 | ф | Усередині вихору       | Within the Whirlwind       | Олена               |
| 2009 | ф | Реверс                 | Rewers                     | Сабріна Янковська   |
| 2011 | ф | Свята корова           | Father, Son & Holy Cow     | Анна                |
| 2011 | ф | Олена                  | Lena                       | Данка               |
| 2012 | ф | У спальні              | W sypialni                 | Кляудя              |
| 2013 | ф | Ефект колібрі          | Hummingbird                | Кристіна            |
| 2014 | ф | Пансіонат «Єзьорак»    | Jeziorak                   | Вільгельміна        |
| 2014 | ф | Чужорідне тіло         | Obce cialo                 | Кася                |
| 2014 | ф | Фотограф               | Fotograf                   | Кася                |
| 2015 | ф | 11 хвилин              | 11 minut                   | альпіністка         |
| 2016 | ф | Невинні                | Les innocentes             | Марія               |
| 2018 | ф | На висоті              | High Life                  | Нансен              |
| ...  |   |                        |                            |                     |
| 2021 | ф | Брудний рай            | Paradis sale               | Катажина            |
| 2023 | ф | Довбуш                 | Довбуш                     | княгиня Яблуновська |